# Frontera entre Bangladesh i Myanmar
La frontera entre Bangladesh i Myanmar, és la frontera internacional entre Bangladesh i Myanmar (abans Birmània). La frontera està formada pels marges del riu Naf a la punta nord de l'estat d'Arakan i l'extrem sud de lo'estat Xin, prop del cim Mowdok Mual, i s'estén a 170 milles, de les quals 130 milles estan tancades. El govern de Myanmar va anunciar el 2017 que tenia previst tancar la resta de la frontera.

## Refugiats
Els refugiats rohingya utilitzen la frontera per passar Myanmar fins a Bangladesh. Bangladesh i Myanmar han acordat tancar les seves fronteres durant els influxos sobtats dels refugiats rohingya.Al costat de la frontera de Myanmar al districte de Maungdaw, el 80% de la població és rohingya.